# La Senna a Giverny
La Senna a Giverny è un dipinto a olio su tela (75x92,5 cm) realizzato nel 1897 dal pittore francese Claude Monet. È  conservato nel Musée d'Orsay di Parigi.